# Lubow Żatkina
Lubow Aleksandrowna Żatkina, ros. Любовь Александровна Жаткина (ur. 30 marca 1990) – rosyjska lekkoatletka specjalizująca się w rzucie oszczepem.
Uczestniczka klubowego pucharu Europy juniorów oraz reprezentantka Rosji w zimowym pucharze Europy w rzutach lekkoatletycznych. 
Rekord życiowy: 58,52 (21 lipca 2012, Jerino).

## Osiągnięcia
| Rok  | Impreza                        | Miejsce | Lokata         | Wynik |
| ---- | ------------------------------ | ------- | -------------- | ----- |
| 2010 | Zimowy puchar Europy w rzutach | Arles   | 4. miejsce U23 | 54,80 |
| 2012 | Zimowy puchar Europy w rzutach | Bar     | 2. miejsce U23 | 55,77 |